# JETGO Australia
JETGO Australia fue una aerolínea regional y compañía chárter aérea con sede en Eagle Farm, Queensland cerca del Aeropuerto de Brisbane.
La aerolínea operaba servicios regulares de pasajeros nacionales en los estados orientales de Australia, que fueron suspendidos cuando la aerolínea fue puesta bajo administración voluntaria el 1 de junio de 2018. También ofreció servicios chárter, en particular operaciones de vuelo en vuelo (FIFO) en apoyo de los sectores de minería y recursos.
JETGO operaba una flota de Aviones Regionales Embraer, con una capacidad de entre 36 y 50 pasajeros.

## Flota
- Embraer ERJ 135LR
- Embraer ERJ 140LR
- Embraer ERJ 145LR
- Embraer 190